# 杨优明
杨优明（1957年8月—），笔名卢山，男，上海人，中华人民共和国外交官、作家，曾任中华人民共和国驻特立尼达和多巴哥共和国特命全权大使和中华人民共和国驻赞比亚共和国特命全权大使。

## 生平
杨优明毕业于北京外国语学院和剑桥大学。1981年，进入中华人民共和国外交部工作，先后在驻马耳他大使馆、外交部西欧司、驻丹麦大使馆、外交部政策规划司任职。2001年，任驻美国大使馆参赞兼驻美洲国家组织副观察员，后升公使衔参赞。2005年，任外交部政策规划司副司长，兼外交史学会秘书长。2008年，任驻加拿大大使馆公使衔参赞、首席馆员。2009年10月，出任中华人民共和国驻特立尼达和多巴哥大使。2013年，任外交部大使。2014年7月，出任中华人民共和国驻赞比亚大使。2018年4月，自驻赞比亚大使离任。

## 作品
杨优明著有长篇小说《蹦极》，以中国外交官为题材。